# Вулиця Челюскінців (Мелітополь)
Вулиця Челюскінців — вулиця в Мелітополі на Червоній Гірці. Починається від вулиці Лермонтова, а закінчується, поєднуючись з провулком Челюскінців і виходячи на вулицю Героїв Крут.

## Назва
Вулиця названа на честь челюскінців — учасників наукової експедиції на чолі з академіком О. Ю. Шмідтом, які в 1933—1934 роках здійснювали плавання в Північному Льодовитому океані на радянському пароплаві «Челюскін».
Поруч знаходиться однойменні провулок Челюскінців і проїзд Челюскінців.

## Історія
Перша відома згадка вулиці датується 26 жовтня 1939 року.